# Campionatul Mondial de Scrimă din 2015
Campionatul Mondial de Scrimă din 2015 s-au desfășurat în perioada 13-19 iulie la stadionul din Complexul Sportiv „Olimpiiskii” de la Moscova, care a găzduit Jocurile Olimpice de vară din 1980. Competiția este organizată de Rusia pentru a doua oară la rând, după Campionatul Mondial de Scrimă din 2014 de la Kazan. Rezultatele au contat pentru calificarea la Jocurile Olimpice de vară din 2016.

## Atribuire

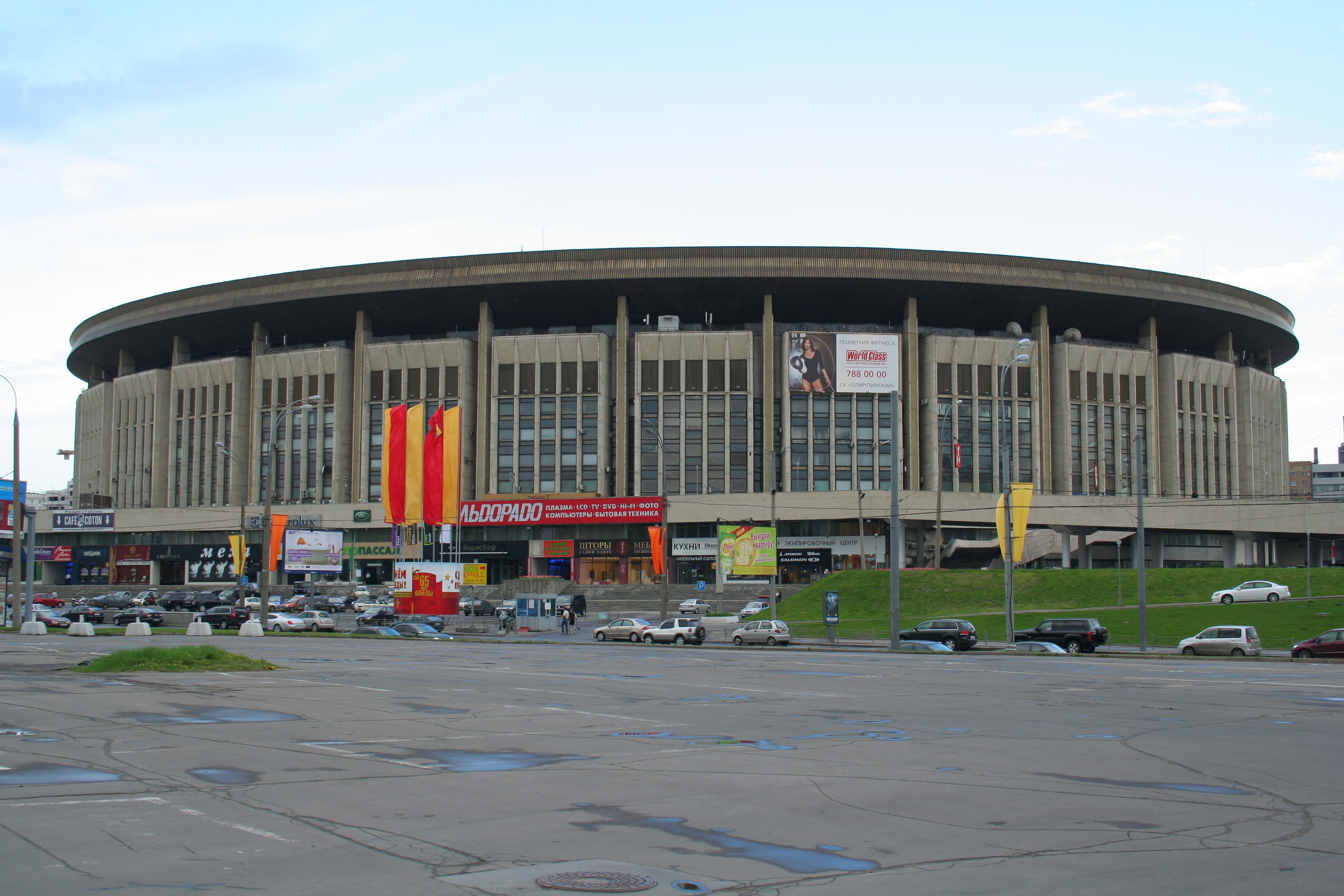
Complexul Sportiv „Olimpiiskii” de la Moscova, care găzduiește competiția

Cu ocazia celei de-a 91-a congresului al Federației Internaționale de Scrimă organizat în Moscova în anul 2012, federațiile rusă și americană au candidat pentru a organiza Campionatul Mondial din 2015, respectiv la Moscova și într-un oraș american care trebuia să fie desemnat ulterior. La momentul respectiv, Campionatul Mondial din 2014 era atribuit orașului Sofia în Bulgaria, însă acesta a renunțat ulterior la organizare, și aceasta a fost preluată de orașul Kazan. În timpul congresului din 2013 de la Paris, federația americană și-a retras candidatura pentru probleme financiare, iar campionatului a fost atribuit orașului Moscova, fiind singurul candidat. Datele competiției au fost alese în timpul congresului din 2014 de la Roma, luând în considerare organizarea Jocurilor Panamericane din 2015 de la Toronto, Canada.

## Program
Calificările (fazele grupelor și meciurile de eliminare directă până la tabloul de 64) sunt organizate în sala de calificări pe 24 de planșe. Din tabloul de 64 meciurile sunt organizate în sala de finală pe opt planșe colorate.
| ● | Ceremonia de deschidere |  | Calificările |  | Finale | ● | Ceremonia de închidere |

| Iulie              | Iulie              | 13    | 14    | 15    | 16    | 17    | 18    | 19    | Total |
| ------------------ | ------------------ | ----- | ----- | ----- | ----- | ----- | ----- | ----- | ----- |
| Ceremonii          | Ceremonii          |       | ●     |       |       |       |       | ●     |       |
| Floretă individual | Floretă individual |       |       | F + M | F + M |       |       |       | 2     |
| Spadă individual   | Spadă individual   |       | F + M | F + M |       |       |       |       | 2     |
| Sabie individual   | Sabie individual   | F + M | F + M |       |       |       |       |       | 2     |
| Floretă pe echipe  | Floretă pe echipe  |       |       |       |       |       | F + M | F + M | 2     |
| Spadă pe echipe    | Spadă pe echipe    |       |       |       |       | F + M | F + M |       | 2     |
| Sabie pe echipe    | Sabie pe echipe    |       |       |       | F + M | F + M |       |       | 2     |
| Medalii de aur     | Medalii de aur     | 0     | 2     | 2     | 2     | 2     | 2     | 2     | 12    |

## Rezultate

### Masculin
| Probă                 | Aur                                                                    | Argint                                                                        | Bronz                                                             |
| Spadă la individual   | Géza Imre (HUN)                                                        | Gauthier Grumier (FRA)                                                        | Jung Seung-hwa (KOR) · Patrick Jørgensen (DEN)                    |
| Spadă pe echipe       | Ucraina Anatolii Herei Dmîtro Kariucenko Maksîm Hvorost Bohdan Nikișîn | Coreea de Sud Jung Seung-hwa Kweon Young-jun Na Jong-kwan Park Kyoung-doo     | Elveția Peer Borsky Max Heinzer Fabian Kauter Benjamin Steffen    |
| Floretă la individual | Yuki Ota (JPN)                                                         | Alexander Massialas (USA)                                                     | Artur Ahmathuzin (RUS) · Gerek Meinhardt (USA)                    |
| Floretă pe echipe     | Italia Giorgio Avola Andrea Baldini Andrea Cassarà Daniele Garozzo     | Rusia Artur Ahmathuzin Aleksei Ceremisinov Renal Ganeev Dmitri Righin         | China Chen Haiwei Lei Sheng Ma Jianfei Li Chen                    |
| Sabie la individual   | Aleksei Iakimenko (RUS)                                                | Daryl Homer (USA)                                                             | Tiberiu Dolniceanu (ROU) · Max Hartung (GER)                      |
| Sabie pe echipe       | Italia Enrico Berrè Luca Curatoli Aldo Montano Diego Occhiuzzi         | Rusia Kamil Ibraghimov Nikolai Kovaliov Veniamin Reșetnikov Aleksei Iakimenko | Germania Max Hartung Nicolas Limbach Matyas Szabo Benedikt Wagner |

### Feminin
| Probă                 | Aur                                                                       | Argint                                                                   | Bronz                                                                                           |
| Spadă la individual   | Rossella Fiamingo (ITA)                                                   | Emma Samuelsson (SWE)                                                    | Sarra Besbes (TUN) · Xu Anqi (CHN)                                                              |
| Spadă pe echipe       | China Hao Jialu Sun Yiwen Sun Yujie Xu Anqi                               | România · Ana Maria Brânză · Loredana Dinu · Simona Gherman · Simona Pop | Ucraina Iana Șemiakina Olena Krîvîțka Kseniia Pantelieieva Anfisa Pocikalova                    |
| Floretă la individual | Inna Deriglazova (RUS)                                                    | Aida Șanaeva (RUS)                                                       | Arianna Errigo (ITA) · Nzingha Prescod (USA)                                                    |
| Floretă pe echipe     | Italia Martina Batini Elisa Di Francisca Arianna Errigo Valentina Vezzali | Rusia Iulia Biriukova Inna Deriglazova Larisa Korobeinikova Aida Șanaeva | Franța Anita Blaze Astrid Guyart Pauline Ranvier Ysaora Thibus                                  |
| Sabie la individual   | Sofia Velikaia (RUS)                                                      | Cécilia Berder (FRA)                                                     | Shen Chen (CHN) · Anna Márton (HUN)                                                             |
| Sabie pe echipe       | Rusia Ekaterina Diacenko Iana Egorian Iulia Gavrilova Sofia Velikaia      | Ucraina Olha Harlan Alina Komașciuk Olena Kravațka Olena Voronina        | Statele Unite ale Americii Ibtihaj Muhammad Anne-Elizabeth Stone Dagmara Wozniak Mariel Zagunis |

### Clasament pe medalii
Legendă
  *   Țara gazdă
  *   România
| Loc   | Țară                       | Aur | Argint | Bronz | Total |
| ----- | -------------------------- | --- | ------ | ----- | ----- |
| 1     | Rusia                      | 4   | 4      | 1     | 9     |
| 2     | Italia                     | 4   | 0      | 1     | 5     |
| 3     | Ucraina                    | 1   | 1      | 1     | 3     |
| 4     | China                      | 1   | 0      | 3     | 4     |
| 5     | Ungaria                    | 1   | 0      | 1     | 2     |
| 6     | Japonia                    | 1   | 0      | 0     | 1     |
| 7     | Statele Unite ale Americii | 0   | 2      | 3     | 5     |
| 8     | Franța                     | 0   | 2      | 1     | 3     |
| 9     | România                    | 0   | 1      | 1     | 2     |
| 9     | Coreea de Sud              | 0   | 1      | 1     | 2     |
| 11    | Suedia                     | 0   | 1      | 0     | 1     |
| 12    | Germania                   | 0   | 0      | 2     | 2     |
| 13    | Danemarca                  | 0   | 0      | 1     | 1     |
| 13    | Elveția                    | 0   | 0      | 1     | 1     |
| 13    | Tunisia                    | 0   | 0      | 1     | 1     |
| Total | Total                      | 12  | 12     | 18    | 42    |

## Legături externe
- en  ru  www.moscowfencing2015.ru, site-ul oficial al competiției
- en  Tablouri competiționale Arhivat în 17 iulie 2015, la Wayback Machine. pe fencingworldwide.com